# Návesní skála
Lom Návesní skála je jeden ze zatopených křemencových lomů v obci Horní Raškovice. Lom se nalézá asi 200 m východně od rozhledny Barborka na trase naučné stezky Raškovickými lomy.
K zatopení lomu došlo náhle při odstřelu skály. Pramen byl podle vyprávění tak silný, že dělníci ani nestačili uklidit svoje nářadí. Poté lom sloužil jako zdroj pitné vody i jako přírodní koupaliště.

## Galerie

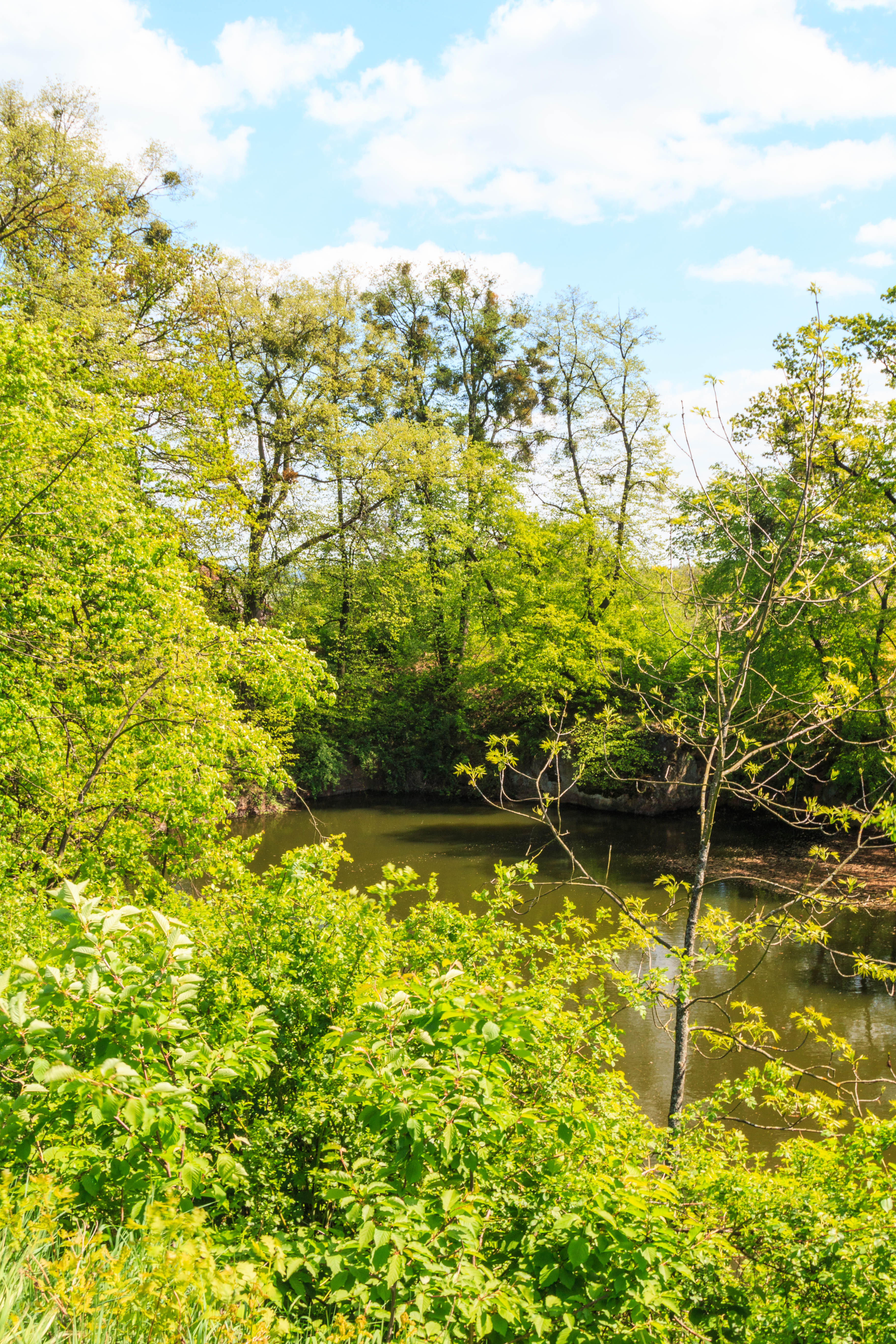
pohled na Návesní lom v Horních Raškovicích
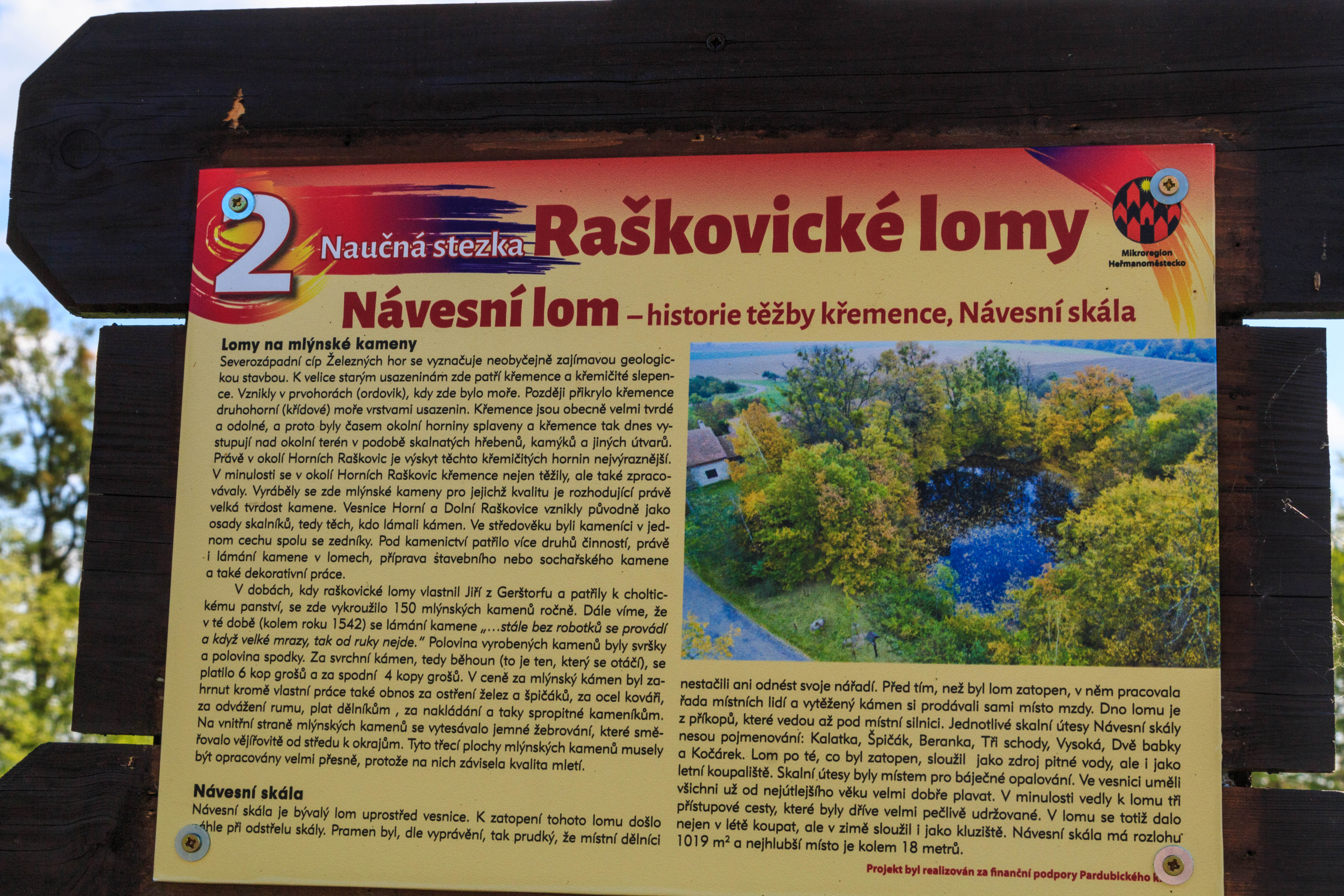
infotabule NS u lomu